# Metal lichid
Metalele lichide sunt metale sau aliaje aflate în stare lichidă la temperaturi obișnuite. Cel mai cunoscut metal lichid e mercurul și unele aliaje ale sale (amalgame). Alte metale lichide sunt aliajele bazate pe galiu (galinstan), aliajele de metale alcaline NaK (sodiu-potasiu etc.)

## Aplicații
Aplicațiile acestor metale sunt în domeniul aparatelor de măsură, sistemelor de răcire (aplicații termotehnice).